# 월곡초등학교 (경북)
월곡초등학교는 대한민국 경상북도 안동시 예안면 정산리에 있는 공립 초등학교다.

## 학교 연혁
- 1935년 9월 16일 월곡공립보통학교 개교(월곡면 미질리 1159번지)
- 1938년 4월 1일 월곡공립심상소학교로 개칭
- 1941년 4월 1일 월곡공립국민학교로 개칭
- 1947년 10월 5일 계곡국민학교 개교로 학구 분리[1]
- 1948년 4월 5일 대동국민학교 개교로 학구 분리[2]
- 1950년 4월 1일 나소국민학교 개교로 학구 분리[3]
- 1952년 3월 3일 화재로 교사 및 부속 건물 전소
- 1975년 1월 1일 안동댐 건설로 인한 행정구역 개편으로 월곡면이 없어짐[4]
- 1975년 5월 1일 현 위치로 이전(예안면 정산길 23)
- 1981년 3월 5일 병설유치원 개원
- 1989년 3월 1일 동계분교장[5] 편입
- 1993년 3월 1일 동계분교장 통폐합
- 1994년 3월 1일 계곡분교장[6], 동인분교장[7] 편입
- 1995년 3월 1일 동인분교장 통폐합
- 1996년 3월 1일 월곡초등학교로 교명 변경
- 1999년 9월 1일 삼계분교장[8], 예안초등학교 부포분교장 본교 편입
- 1999년 9월 1일 계곡분교장 통폐합
- 2001년 3월 1일 부포분교장 통폐합
- 2014년 11월 3일 다목적 강당 개관
- 2018년 2월 9일 제79회 졸업(졸업생 총수 4,248명)
- 2019년 2월 15일 제80회 졸업(졸업생 총수 4,250명)
- 2020년 2월 14일 제81회 졸업(졸업생 총수 4,255명)
- 2020년 3월 1일 제29대 서교선 교장선생님 취임
- 2026년 3월 월곡초등학교 삼계분교 통합

## 학교 상징
- 교화(校花) - 백일홍 : 아름답고 부지런한 어린이
- 교목(校木) - 향나무 : 푸른꿈과 쓸모있는 어린이

## 참고 자료
- 월곡초등학교 - 한국교육학술정보원 학교알리미